# Cribrospora tulostomoides
Cribrospora tulostomoides är en svampart som beskrevs av Pacioni & P. Fantini 2000. Cribrospora tulostomoides ingår i släktet Cribrospora, ordningen Agaricales, klassen Agaricomycetes, divisionen basidiesvampar och riket svampar.   Inga underarter finns listade i Catalogue of Life.